# Amt Nortorfer Land
Das Amt Nortorfer Land ist ein Amt im Kreis Rendsburg-Eckernförde in Schleswig-Holstein und umfasst folgende Gemeinden:
1. Bargstedt
2. Bokel
3. Borgdorf-Seedorf
4. Brammer
5. Dätgen
6. Eisendorf
7. Ellerdorf
8. Emkendorf
9. Gnutz
10. Groß Vollstedt
11. Krogaspe
12. Langwedel
13. Nortorf, Stadt
14. Oldenhütten
15. Schülp b. Nortorf
16. Timmaspe
17. Warder

Der Sitz der Amtsverwaltung ist in der Stadt Nortorf.

## Geschichte
Das Amt wurde als Amt Nortorf-Land am 1. April 1970 aus den Ämtern Bargstedt, Borgdorf, Timmaspe und den beiden Gemeinden Emkendorf und Deutsch Nienhof des aufgelösten Amtes Westensee gebildet und hatte zunächst 18 Gemeinden. Am 1. August 1976 wurde die Gemeinde Deutsch-Nienhof auf eigenen Wunsch aufgelöst und die nördlichen Ortsteile Wrohe, Josephinenhof und Krähenberg in die Gemeinde Westensee (Amt Achterwehr) eingegliedert, während die restlichen Ortsteile Pohlsee, Enkendorf und Blocksdorf nach Langwedel eingemeindet wurden. Am 1. Januar 1978 ließ sich die bis dahin mit rund 100 Einwohnern kleinste Gemeinde Holtdorf nach Bargstedt eingemeinden.
Im Zuge der schleswig-holsteinischen Verwaltungsstrukturreform trat am 1. Januar 2007 die Stadt Nortorf dem Amt bei und es erfolgte die Umbenennung in Amt Nortorfer Land.

## Politik

### Wappen
Das Wappen wurde am 23. Februar 1973 genehmigt.
Blasonierung: „In Gold ein ausgerissener, oben abgeschnittener, wiederbelaubter grüner Eichenstamm mit achtzehn Wurzelenden, begleitet rechts von zwei einwärts gekehrten blauen Karpfen übereinander, links von einem blauen Adlerflügel.“
Der im Zuge der Gebietsreform von 1970 gebildete Amtsbezirk Nortorf-Land besitzt bis heute einen ausgeprägt ländlichen Charakter und ist durch besonderen Reichtum an Wäldern gekennzeichnet. Hierauf nimmt die Figur des Eichenstammes Bezug, die mit der Vielzahl der Wurzeln gleichzeitig die ursprünglich achtzehn, heute sechzehn amtsangehörigen Gemeinden repräsentiert: Bargstedt, Bokel, Borgdorf-Seedorf, Brammer, Dätgen, Eisendorf, Ellerdorf, Emkendorf, Gnutz, Groß Vollstedt, Krogaspe, Langwedel, Oldenhütten, Schülp bei Nortorf, Timmaspe, Warder. Die zwei Karpfen stehen für die wirtschaftliche Bedeutung der Fischzucht. Der Adlerflügel ist dem Wappen der Familie von Lüttwitz-Heinrich entlehnt, die seit 1926 im Besitz des Gutes Emkendorf ist. Noch heute stellt Emkendorf den kulturellen Anziehungspunkt im Amtsbereich dar. Seine große Zeit erlebten Herrenhaus und Gut Emkendorf am Westensee unter Julia und Fritz Reventlow. Von ihnen inspiriert, bildete sich der „Emkendorfer Kreis“, der die Kultur der Herzogtümer um 1800 wesentlich beeinflusste. Zum 1. Januar 2007 ist die Stadt Nortorf dem Amt beigetreten, welches sich in „Amt Nortorfer Land“ umbenannt hat.
Das Wappen wurde von dem Brunsbütteler Heraldiker Willy „Horsa“ Lippert gestaltet.

### Flagge
Die Flagge wurde am 2. August 1984 genehmigt.
Auf gelbem, oben und unten von einem grünen Randstreifen begrenztem Flaggentuch die Figuren des Amtswappens (ohne Schild).